# Tusson
Tusson é uma comuna francesa na região administrativa da Nova Aquitânia, no departamento de Charente. Estende-se por uma área de 13,97 km². Em 2010 a comuna tinha 230 habitantes (densidade: 16,5 hab./km²).